# Lac Kaitikotitiacik
Lac Kaitikotitiacik är en sjö i Kanada.   Den ligger i regionen Mauricie och provinsen Québec, i den sydöstra delen av landet, 290 km nordost om huvudstaden Ottawa. Lac Kaitikotitiacik ligger 454 meter över havet. Arean är 0,21 kvadratkilometer. Den sträcker sig 1,1 kilometer i nord-sydlig riktning, och 0,5 kilometer i öst-västlig riktning.
I omgivningarna runt Lac Kaitikotitiacik växer i huvudsak blandskog. Trakten runt Lac Kaitikotitiacik är nära nog obefolkad, med mindre än två invånare per kvadratkilometer.